# N89 (Nederland)
De N89 was volgens de wegnummering 1957 de Nederlandse weg van Groningen naar Delfzijl. De weg liep volledig over de toenmalige Rijksweg 41.
In 1957 werd het E-wegenstelsel ingevoerd in een aantal landen in West-Europa, waaronder Nederland. Niet alle belangrijke wegen kregen een Europees E-nummer. De belangrijke wegen zonder E-nummer kregen een nationaal N-nummer. Hiervoor werd de serie N89-N99 gebruikt om ervoor te zorgen dat de nummers niet overlapten met de (toen nog slechts administratieve) rijkswegnummers die van 1 tot en met 82 liepen.
Zo kreeg de weg van Amsterdam via Leeuwarden en Groningen naar Delfzijl het nummer N89. Maar al snel werd de E10 doorgetrokken van Amsterdam tot Groningen. Daardoor bleef alleen het deel van Groningen naar Delfzijl over. 
De N-nummering was geen groot succes. In 1978 werd de nieuwe N-nummering ingevoerd. Daarbij kreeg de N89 het nummer N41. In 1993 werd de weg geruild met de provincie Groningen tegen de N46 die naar de Eemshaven loopt. De voormalige N89 heet sindsdien N360.
 ·  ·  ·  ·  ·  ·  ·  ·  ·  · 